# 2010年バンクーバーオリンピックのカザフスタン選手団
2010年バンクーバーオリンピックのカザフスタン選手団（2010ねんバンクーバーオリンピックのカザフスタンせんしゅだん）は、2010年2月12日から2月28日までカナダのブリティッシュコロンビア州バンクーバー市で開催された2010年バンクーバーオリンピックのカザフスタン選手団、およびその競技結果。

## 概要
今大会は銀メダル1個を獲得した。

## メダル
| メダル | 選手名                 | 競技         | 種目     |
| ------ | ---------------------- | ------------ | -------- |
| 銀     | エレーナ・クルスタレワ | バイアスロン | 女子個人 |